# Константинос Циклитирас
Јањина
Константинос Циклитирас (грч. Κωνσταντίνος Τσικλητήρας; Pylos, 30. октобар 1888 — Јањина, 10. фебруар 1913) је бивши грчки атлетичар у скоку увис и скоку удаљ, освајач 4 олимпијске медања на Олимпијским играма 1908 у Лондону и 1912 у Стокхолму.
Рођен је у Пилосу (Pylos), преселио се у Атину где је студирао трговину. Био је свестрани спортиста са доста успека. Играо је фудбал у Панатинаикосу, ватерполо и атлетиком. У периоду 1906 — 1913. био је 19 пута првак Грчке.
Као члан грчког олимпијског тима на Олимпијским играма 1908. у Лондону освојио је две сребрне медаље у скоку увис без залета, и скоку удаљ без залета, а на Олимпијским играма 1912 у Стокхолму златву у скоку удаљ без залета и бронзану у у скоку увис без залета.
Године 1913. учествује у Првом балканском рату где је 10. фебруара умро од менингитиса у 24 години.

## Резултати
- скок удаљ без залета Стокхолм 1912 — 3,37 м — 1. место
- скок удаљ без залета Лондон 1908 — 3,25 м — 2. место
- скок увис без залета Лондон 1908 — 1,55 м — 2. место
- скок увис без залета Стокхолм 1912 — 1,55 м — 3. место